# Antonin (stacja kolejowa)
Antonin – stacja kolejowa, położona na 70,562 kilometrze linii Kluczbork – Poznań Główny, w Antoninie, w województwie wielkopolskim, w Polsce. Oddana w roku 1875. Ruch na stacji kierowany jest z jednej nastawni dysponującej „An”.

## Ruch pasażerski
| Rok  | Wymiana pasażerska na dobę |
| ---- | -------------------------- |
| 2017 | 20-49                      |
| 2022 | 50-99                      |
| 2023 | 50-99                      |